# لی یو هیونگ
لی یو هیونگ (به انگلیسی: Lee Yoo-Hyung) بازیکن فوتبال اهل ژاپن و عضو تیم ملی فوتبال ژاپن است که در تاریخ ۱۶ ژوئن ۱۹۴۰ میلادی اولین بازی ملی‌اش را انجام داد. او در ۱ بازی ملی حضور داشت و آخرین بازی ملی خود را در تاریخ ۱۶ ژوئن ۱۹۴۰ میلادی انجام داد. لی یو هیونگ در بازی‌های ملی‌اش
گلی به ثمر نرساند.